# Ławeczka Marii Konopnickiej w Suwałkach
Ławeczka Marii Konopnickiej w Suwałkach – ławeczka pomnikowa usytuowana przed muzeum im. Marii Konopnickiej przy ul. Tadeusza Kościuszki w Suwałkach.

## Opis
Odsłonięcie miało miejsce 23 maja 2012 roku w 170. rocznicę urodzin pisarki Marii Konopnickiej. Odsłonięcia pomnika w formie ławeczki dokonał prezydent Suwałk Czesław Renkiewicz wraz z dyrektorem Muzeum Okręgowego w Suwałkach Jerzym Brzozowskim.
Autorem figury pisarki jest rzeźbiarz Marcin Jędrzej Fabiński, odlew wykonała Anna Górnicka. Prace kamieniarskie przeprowadził Ryszard Okrzeja, natomiast prace związane z budową wykonał Zarząd Dróg i Zieleni w Suwałkach.
Odlew z brązu postaci pisarki Marii Konopnickiej stojącej przy kamiennej ławce, wykonany został na podstawie dawnej fotografii poetki pochodzącej z 1879 roku. Koszt wykonania pomnika-ławeczki wyniósł 90 tys. złotych, które w większości przekazali sponsorzy – dziesięć przedsiębiorstw z Suwałk.